# Leucochrysa (Leucochrysa) vulnerata
Leucochrysa (Leucochrysa) vulnerata is een insect uit de familie van de gaasvliegen (Chrysopidae), die tot de orde netvleugeligen (Neuroptera) behoort. 
Leucochrysa (Leucochrysa) vulnerata is voor het eerst wetenschappelijk beschreven door Navás in 1914.